# Ordona
Ordona è un comune italiano di 3 378 abitanti della provincia di Foggia in Puglia.

## Geografia fisica

### Territorio
Il paese è situato sulle prime ondulazioni del Tavoliere centro-meridionale, tra la pianura e i contrafforti collinari su cui sorgono gli scavi archeologici dell'antica Herdonia.

### Clima
| [ 5 ]                              | Mesi | Mesi | Mesi | Mesi | Mesi | Mesi | Mesi | Mesi | Mesi | Mesi | Mesi | Mesi | Stagioni | Stagioni | Stagioni | Stagioni | Anno |
| [ 5 ]                              | Gen  | Feb  | Mar  | Apr  | Mag  | Giu  | Lug  | Ago  | Set  | Ott  | Nov  | Dic  | Inv      | Pri      | Est      | Aut      | Anno |
| ---------------------------------- | ---- | ---- | ---- | ---- | ---- | ---- | ---- | ---- | ---- | ---- | ---- | ---- | -------- | -------- | -------- | -------- | ---- |
| T. max. media (°C)                 | 12   | 13   | 15   | 19   | 24   | 28   | 32   | 31   | 28   | 22   | 17   | 13   | 12,7     | 19,3     | 30,3     | 22,3     | 21,2 |
| T. min. media (°C)                 | 3    | 3    | 5    | 7    | 11   | 15   | 18   | 18   | 15   | 11   | 7    | 4    | 3,3      | 7,7      | 17       | 11       | 9,8  |
| Precipitazioni (mm)                | 42   | 41   | 43   | 36   | 37   | 36   | 26   | 27   | 46   | 53   | 53   | 57   | 140      | 116      | 89       | 152      | 497  |
| Umidità relativa media (%)         | 80   | 77   | 74   | 69   | 65   | 61   | 64   | 68   | 69   | 74   | 79   | 81   | 79,3     | 69,3     | 64,3     | 74       | 71,8 |
| Eliofania assoluta (ore al giorno) | 4    | 5    | 5    | 7    | 8    | 9    | 11   | 10   | 8    | 6    | 5    | 4    | 4,3      | 6,7      | 10       | 6,3      | 6,8  |

## Storia

### Età romana
Nei pressi della città romana di Herdonia furono combattute due importanti battaglie, nel 212 a.C. e nel 210 a.C., tra i romani e i cartaginesi di Annibale nel pieno della seconda guerra punica.
Annibale, che all'epoca imperversava in Italia tra le odierne Puglia e Campania, dopo le schiaccianti vittorie riportate sui romani a Canne (216 a.C.) e a Herdonia (212 a.C.), nel 211 a.C. tentò, senza fortuna, di muovere le sue truppe verso l'assedio di Roma.
Per la sua fedeltà alla Repubblica romana e per la slealtà mostrata ai cartaginesi, Herdonia fu incendiata e distrutta per volere di Annibale al termine della seconda battaglia (210 a.C.).
Solo dopo l'89 a.C., quando l'area aveva ormai acquisito notevole importanza commerciale grazie al passaggio della via Minucia, vi fu rifondato il municipio romano.
La città conobbe la sua massima fase di sviluppo e prosperità in età imperiale grazie alla costruzione della via Traiana (che soppiantò la precedente via Minucia) e della successiva via Herdonitana. Tra il I e il IV secolo d.C. Herdonia divenne un grande centro di transito ed un fornito luogo di commercio dei prodotti agricoli del Tavoliere, come ad esempio il grano.
A testimonianza di ciò ancora oggi ci sono i resti del fiorente nucleo romano della città: le rovine del foro, della basilica civile, dell'anfiteatro, del mercato (macellum), delle terme, delle locande (tabernae) e dei numerosi magazzini adibiti allo stoccaggio del grano (le horrae) lungo la via Traiana.
In seguito al sisma che nel 346 d.C. colpì l'Irpinia e il Sannio e che la investì in parte, molti edifici non vennero ristrutturati, bensì furono riconvertiti ad altri usi: di conseguenza il nucleo abitativo della città si spostò dal foro alle zone vicine alla via Traiana.
Dal V al VII secolo la città restò un centro di rilievo, anche se minore, come è emerso dai ritrovamenti risalenti a quel periodo.

### Medioevo
Con l'avvento del Cristianesimo in Italia, nel periodo tardoantico romano, a Herdonia si attestò la presenza di due venerati martiri di origine nordafricana, i santi Felice e Donato. Subito dopo il crollo dell'Impero romano d'Occidente, le fonti la accreditano come sede vescovile. Rimase così per molto tempo sotto la protezione di un vescovo, una figura amministrativa di riferimento per i nuovi governanti dell'epoca e che compensò il prestigio, ormai perduto, della civitas romana.
Nei secoli bui fu indicata via via con nomi diversi (Aerdonia, Erdonia, Ardonia, Ardona, oltreché Herdoniae), come riportano numerosi documenti medievali e ottocenteschi.

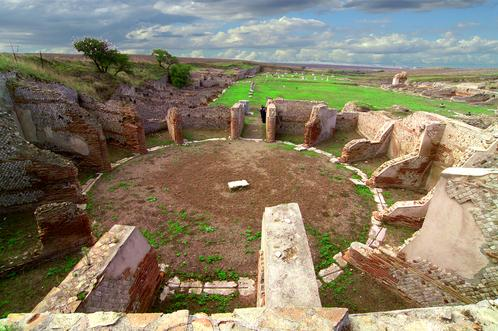
Il macellum della città romana.

Pare essere sopravvissuta alle razzìe degli ostrogoti di Totila nel VI secolo, e all'invasione del bizantino Costante II che nel VII secolo fronteggiò i longobardi già presenti nella Capitanata.
Il difficile contesto politico ed economico medievale trasformò il luogo, accentuandone il carattere più rurale. Ciò si tradusse con una parziale dispersione della popolazione, dal centro alle campagne circostanti.
Molte delle strutture romane, come le taverne e le terme, vennero recuperate e riutilizzate tra il VI e il VII secolo specie per scopi abitativi, mentre l'anfiteatro romano col tempo fu occupato dalle necropoli.
Sul finire dell'età altomedievale l'abitato si ridusse ulteriormente, e il territorio della città fu in parte invaso da spazi agricoli e boschivi. Durante l'epoca federiciana una preesistente costruzione religiosa normanna dell'XI secolo (castellum) fu rielaborata e in parte riedificata dagli Svevi, che ne mutarono l'utilizzo in una domus imperiale. Grazie a questa nuova residenza federiciana il luogo venne in qualche misura ripopolato, come è emerso dai ritrovamenti circostanti alla domus di alcune costruzioni rurali.
Il complesso del castello svevo, di cui oggi resta solo qualche traccia, secondo alcuni studiosi era, per le sue funzioni e per le sue dimensioni, del tutto simile alla domus di castel fiorentino, il borgo presso Torremaggiore dove Federico II morì nel 1250. Il villaggio medievale di Herdonia fu definitivamente abbandonato solo intorno al XIV-XV secolo.

### La nascita di Ordona
Tra il XVII e XVIII secolo cominciò il primo vero reinsediamento, in una zona vicina al sito dell'antica città. Sul luogo che poi diventerà il nucleo originario dell'attuale Ordona nacque prima un'azienda agricola di gesuiti, e successivamente sorse uno dei nuovi cinque reali siti colonici, istituiti nel XVIII secolo da re Ferdinando IV di Borbone per ripopolare e riqualificare l'area agricola del tavoliere meridionale.
Il 2 maggio 1975 ottenne l'autonomia dal comune di Orta Nova.
Dal 2004 Erdonia è una sede vescovile titolare.

## Monumenti e luoghi d'interesse
- Sito archeologico di Herdonia.

## Società

### Evoluzione demografica
Abitanti censiti

### Etnie e minoranze straniere
Secondo i dati ISTAT al 31 dicembre 2010 la popolazione straniera residente era di 294 persone. Le nazionalità maggiormente rappresentate in base alla loro percentuale sul totale della popolazione residente erano:
- Polonia 88 3,24%
- Tunisia 59 2,17%
- Romania 52 1,91%
- Albania 47 1,73%

## Cultura

### Istruzione

#### Musei
- Museo archeologico Herdonia che espone diversi ritrovamenti dell'area archeologica di Herdonia.

## Infrastrutture e trasporti
Il comune di Ordona è servito da una stazione ferroviaria posta sulla linea Foggia-Potenza.

## Amministrazione
Di seguito è presentata una tabella relativa alle amministrazioni che si sono succedute in questo comune.
| Periodo           | Periodo           | Primo cittadino                | Partito                           | Carica      | Note   |
| ----------------- | ----------------- | ------------------------------ | --------------------------------- | ----------- | ------ |
| 21 Maggio 1977    | Luglio 1982       | Leone De Luca                  | Democrazia Cristiana              | Sindaco     | [ 27 ] |
| Luglio 1982       | Luglio 1987       | Leone De Luca                  | Democrazia Cristiana              | Sindaco     |        |
| Luglio 1987       | Giugno 1990       | Leone De Luca                  | Democrazia Cristiana              | Sindaco     |        |
| 12 giugno 1990    | 7 giugno 1993     | Carmela Padalino               | Democrazia Cristiana              | Sindaco     | [ 27 ] |
| 26 giugno 1993    | 26 aprile 1995    | Michele Pastore                | Democrazia Cristiana              | Sindaco     | [ 27 ] |
| 26 aprile 1995    | 20 novembre 1995  | Michele Di Bari                |                                   | Comm. pref. | [ 27 ] |
| 20 novembre 1995  | 17 aprile 2000    | Michele Pastore                | lista civica                      | Sindaco     | [ 27 ] |
| 17 aprile 2000    | 5 aprile 2005     | Michele Pandiscia              | lista civica                      | Sindaco     | [ 27 ] |
| 5 aprile 2005     | 30 marzo 2010     | Michele Pandiscia              | centro-destra                     | Sindaco     | [ 27 ] |
| 30 marzo 2010     | 31 maggio 2015    | Rocco Settimio Formoso         | lista civica                      | Sindaco     | [ 27 ] |
| 31 maggio 2015    | 22 settembre 2020 | Serafina Maria Concetta Stella | lista civica: Ordona Moderna      | Sindaco     | [ 27 ] |
| 22 settembre 2020 | in carica         | Adalgisa La Torre              | centro-destra: Insieme per Ordona | Sindaco     | [ 27 ] |

## Sport

### Calcio
Il Campo Sportivo Comunale è un apprezzato centro calcistico, ed è stato utilizzato durante la settimana anche dall'U.S. Foggia.
Nel 2011 è nata la società dilettantistica A.S.D. Herdonia Calcio, che partecipa al campionato regionale di seconda categoria. Il suo settore giovanile è affiliato al progetto Udinese Academy della società friulana Udinese Calcio.